# Johann August Tittmann
Johann August Tittmann (* 25. Mai 1774 in Bühla; † 11. Dezember 1840 in Dresden) war ein deutscher Mediziner und Botaniker.

## Leben
Johann August Tittmann war der Sohn eines Pastors aus Bühla. Tittmann besuchte nach dem frühen Tod seines Vaters 1785 die Schule in Northeim, ging anschließend beim Apotheker Schüler in Elbingeroda in die Lehre und arbeitete danach in der Müllerschen Offizinapotheke in Wernigerode. 1794 zog er nach Dresden zu seinem gleichnamigen Onkel Johann August Tittmann (1734–1812), der als Mathematikprofessor an der Dresdner Militärakademie wirkte, bildete sich am Collegium Medicum weiter und nahm 1795 das Studium an der Universität Leipzig auf.
Tittmann erhielt im Jahr 1797 den Baccalaureus der Medizin und wurde 1798 Magister der freien Künste sowie noch im gleichen Jahr zum Dr. phil. und 1801 zum Dr. med. promoviert.
Nach einem kurzen Aufenthalt in Göttingen ließ er sich als Arzt in Dresden nieder, wo er als Arzt praktizierte, ab 1804 Vorlesungen an der Medizinisch-Chirurgischen Akademie über Pharmazeutische Botanik hielt und von 1805 bis 1813 Sekretär des Collegium Medicum war. Nach dem Tod seines Onkels am 17. Dezember 1812 wurde er Erbherr des Gerichtsstuhls zu Röda und Monstab im Altenburgischen, gab seine Praxis und Ämter auf und widmete sich ab dieser Zeit fast ausschließlich nur noch seinen botanischen und mineralogischen Forschungen. Kurz vor seinem Tod lernte er noch die hebräische Sprache und vollendete das Manuskript eines umfangreichen Werkes über biblische Pflanzen, das zusammen mit seinen Zeichnungen und einem Teil bereits fertiger Lithographien zur damaligen Zeit in seinem Nachlass erhalten blieb.
Er war königlich sächsischer Bergrat und Mitglied der Botanischen Gesellschaft zu Regensburg, der Leipziger Ökonomischen Sozietät und nach der erfolgten Abspaltung auch Mitglied der Ökonomischen Gesellschaft im Königreiche Sachsen in Dresden.
Am 28. November 1821 wurde er mit dem akademischen Beinamen Gaertnerus zum Mitglied (Matrikel-Nr. 1232) der Leopoldina gewählt.
Ihm zu Ehren wurde die Pflanzengattung Tittmannia Brongniard 1826 aus der Familie der Bruniaceae benannt.
Tittmann war seit 1805 mit seiner Frau Friederike Sophie Tittmann, geborene Strobach, verheiratet. Das Ehepaar hatte 2 Töchter.
Er wurde auf dem Eliasfriedhof in Dresden bestattet.

## Schriften
- System der Wundarzneykunst. Lehrbuch der Chirurgie zu Vorlesungen für das Dresdner Collegium Medico-Chirurgicum bestimmt. Erste Abtheilung, Reinicke & Hinrichs, Leipzig 1800 Digitalisat
- System der Wundarzneykunst. Lehrbuch der Chirurgie zu Vorlesungen für das Dresdner Collegium Medico-Chirurgicum bestimmt. Zweyte Abtheilung, Hinrichs, Leipzig 1801 Digitalisat
- System der Wundarzneykunst. Lehrbuch der Chirurgie zu Vorlesungen für das Dresdner Collegium Medico-Chirurgicum bestimmt. Dritte Abtheilung, Hinrichs, Leipzig 1802 Digitalisat
- Ueber das Studium der Botanik als eine der nützlichsten und angenehmsten Beschäftigungen für alle Stände. Pinther, Pirna 1802 Digitalisat
- Von den topischen Arzneymitteln gegen Augenkrankheiten. Arnold, Dresden 1804
- System der Wundarzneykunst. Lehrbuch der Chirurgie zu Vorlesungen für das Dresdner Collegium Medico-Chirurgicum bestimmt. Zweite Auflage, Hinrichs, Leipzig 1810–1811 Digitalisat
- Ueber den Embryo des Saamenkorns und seine Entwickelung zur Pflanze. Walther, Dresden 1817 Digitalisat
- Die Keimung der Pflanzen, durch Beschreibungen u. Abbildungen einzelner Saamen u. Keimpflanzen erläutert. Walther, Dresden 1821 Digitalisat